# ارتش شانزدهم (ژاپن)
ارتش شانزدهم (به ژاپنی: (第16軍, Dai-jyūroku gun)،
یک ارتش میدانی از نیروی زمینی امپراتوری ژاپن در طول جنگ جهانی دوم بود.

## تاریخ
ارتش شانزدهم ژاپن در ۵ نوامبر ۱۹۴۱ تحت گروه ارتش اعزامی جنوب به منظور هماهنگی لشکر پیاده‌نظام و سایر نیروهای زمینی ژاپن در نبرد جاوه (۱۹۴۲) در هند شرقی هلند تشکیل شد. در طول جنگ اقیانوس آرام به عنوان نیروی پادگان بر پایه جاوه باقی ماند.